# Убийство на Джон Ленън
Вечерта на 8 декември 1980 г. английският музикант Джон Ленън, бивш член на „Бийтълс“, е прострелян и смъртоносно ранен в арката на жилищна сграда „Дакота“, неговата резиденция в Ню Йорк. Убиецът, Марк Дейвид Чапман, е американски почитател на „Бийтълс“, който е ревнив и ядосан от начина на живот на Джон Ленън, заедно с коментара му от 1966 г., че „Бийтълс“ са „по-популярни от Исус“. Марк Чапман казва, че е вдъхновен от измисления герой Холдън Колфийлд от романа на Джеръм Дейвид Селинджър „Спасителят в ръжта“, „фалшив убиец“, който ненавижда лицемерието.
Марк Чапман планира убийството в продължение на няколко месеца и чака Джон Ленън в „Дакота“ сутринта на 8 декември. Рано вечерта Марк Чапман се среща с Джон Ленън, който подписва своето копие на албума Double Fantasy и впоследствие заминава за записи в „Рекърд Плант“. По-късно същата вечер Джон Ленън и съпругата му Йоко Оно се връщат в „Дакота“. Когато Джон Ленън и Йоко Оно се приближават до входа на сградата, Марк Чапман изстрелва 5 куршума с кухи връхчета от специален револвер, 4 от които улучват Джон Ленън в гърба. Той е откаран по спешност в болница „Рузвелт“ с полицейска кола, където е обявен за мъртъв при пристигането си в 23:15 ч. на 40 годишна възраст. Марк Чапман остава на местопроизшествието и чете „Спасителят в ръжта“, докато не е арестуван от полицията. По-късно се разбира, че той смята приятеля на Джон Ленън Дейвид Боуи за мишена.
Последвалите събития отключват световна скръб; тълпи се събират в болницата „Рузвелт“ и пред „Дакота“ и най-малко трима фенове на „Бийтълс“ се самоубиват. В деня след убийството Джон Ленън е кремиран в гробището „Фернклиф“ в Хартсдейл, Ню Йорк. Вместо погребение Йоко Оно поисква десет минути мълчание по целия свят. Марк Чапман се признава за виновен в убийството на Джон Ленън и получава присъда от 20 години до доживотен затвор. Отказвано му е условно освобождаване 13 пъти, откакто получава право на освобождаване през 2000 г.